# Reial decret llei sobre seguretat digital
El Reial decret llei sobre seguretat digital, conegut pels seus detractors com a Llei mordassa digital o 155 digital, és un reial decret llei espanyol, aprovat el 5 de novembre de 2019 pel govern en funcions de Pedro Sánchez, amb l'objectiu de capacitar la intervenció sense orde judicial de qualsevol xarxa informàtica, servidor o servei de comunicació electrònic a Espanya, en cas que puguin afectar l'ordre públic, la seguretat pública o la seguretat nacional.
Oficialment rep el nom de Reial decret llei 14/2019, de 31 d'octubre de 2019, pel que s'adopten mesures urgents per raons de seguretat pública en matèria d'administració digital, contractació del sector públic i telecomunicacions.

## Contingut
La norma aprovada atorga al Ministeri d'Economia i Empresa d'Espanya poders per a intervenir les connexions de qualsevol xarxa informàtica, servidor o servei de comunicacions electrònic que operi en territori espanyol, sempre i quan vingui justificat per la possible afectació a l'ordre públic, la seguretat pública o la seguretat nacional. El reial decret llei obliga les administracions públiques a tenir els seus servidors amb dades delicades dins de la Unió Europea i reforça el DNI com a única eina d'identificació. També regula l'ús de xarxes de registre distribuït de tipus blockchain, prohibint-ne temporalment l'ús i estableix que quan es regulin l'administració general de l'estat haurà d'entrar com autoritat intermèdia. A mode de resum, el nou decret modifica sis lleis diferents per tal d'autoritzar el govern espanyol a tallar serveis d'internet, sense ordre judicial, de manera excepcional i transitòria, si la seguretat es veu greument amenaçada.
El mateix text justifica la creació de la norma pels «recents i greus esdeveniments ocorreguts en part del territori espanyol», en referència al projecte de república digital engegat per la Generalitat de Catalunya.

## Trajectòria
El reial decret llei va entrar en vigor el 6 de novembre de 2019 després que al dia abans fos aprovat per la via d'urgència pel govern en funcions de Pedro Sánchez poc abans de les eleccions legislatives de novembre de 2019.
El 27 de novembre, encara en període en funcions, la Diputació Permanent del Congrés dels Diputats convalidà el reial decret llei. El resultat de la votació fou de 50 vots a favor (PSOE, PP i Cs), 10 en contra (VOX, ERC, PNB i Grup Mixt) i 8 abstencions (Unides Podem).

## Crítiques
El conseller de Polítiques Digitals i Administració Pública de la Generalitat de Catalunya, Jordi Puigneró, en declaracions a TV3, es mostrà convençut que el Govern espanyol no aconseguiria l'objectiu de bloquejar les polítiques digitals de la Generalitat de Catalunya, arribant a afirmar que «estem davant d'un 155 digital». A més a més, recordà que, a diferència del Govern espanyol, el català té tots els servidors dins de l'àmbit europeu i compleix amb la legislació europea. De fet, la web del Ministeri de l'Interior d'Espanya i la de Pedro Sánchez es troben amb servidors allotjats als Estats Units d'Amèrica. Finalment, comparà les actuacions del Govern espanyol amb les de Turquia o la República Popular de la Xina, pel seu caràcter dèspota, opac i sumari.
El mateix dia d'entrada en vigor del reial decret llei, l'advocat especialitzat en dret d'internet i director legal de la Plataforma en Defensa de la Llibertat d'Informació, Carlos Sánchez Almeida, manifestà que el nou decret «no arribaria lluny» i que es tracta d'un episodi més de la «guerra propagandística entre el govern espanyol i el de la Generalitat (de Catalunya)». Segons el seu parer, «determinades parts del decret poden ser inconstitucionals» i que se seguirà necessitant el requeriment judicial per a tancar webs.
Després de la convalidació parlamentària, l'activista i cofundadora de la plataforma Xnet, Simona Levi, assenyalà a Catalunya Ràdio els «punts foscos» que amagava aquest decret, així com l'acció del govern espanyol aprofitant-se de Catalunya com a pretext per a la retallada de drets. L'endemà, el conseller de polítiques digitals Jordi Puigneró anuncià la preparació d'un acte institucional de denúncia «fora d'Espanya» amb «experts internacionals i polítics europeus» per fer front contra la mesura. També expressà que el decret és «antieuropeu», ja que «va clarament en contra dels valors de la UE» i apropa l'Estat espanyol a models com «Turquia, Iran, l'Aràbia Saudita i la Xina».
L'11 de febrer de 2020 Amnistia Internacional Espanya emeté un comunicat denunciant el reial decret llei per donar facilitats al govern espanyol per a exercir la censura prèvia i el segrest de continguts dipositats a la xarxa.